# Publius Licinius Crassus Dives Mucianus
Pour les articles homonymes, voir Licinius Crassus.
Publius Licinius Crassus Dives Mucianus (mort en 130 av. J.-C.) est un homme politique de la République romaine. Fils de Publius Mucius Scævola (consul en 175 av. J.-C.), il a été adopté par Publius Licinius Crassus Dives. Oncle paternel de Quintus Mucius Scævola (consul en 174 av. J.-C.). Son frère Publius Mucius Scævola est devenu consul en 133 av. J.-C.
Selon les historiens antiques, c'était un homme riche et cultivé qui parlait plusieurs variétés de grec. Il épouse Claudia, sœur d'Appius Claudius Pulcher (consul en 142 av. J.-C.). Sa plus jeune fille épouse Caius Sempronius Gracchus
Son fils est Marcus Licinius Crassus Agelastus (père du consul Publius Licinius Crassus)
En 133 av. J.-C., lui et son frère sont partisans des réformes politiques et économiques initiées par Tiberius Sempronius Gracchus le frère de Caius.
En 132 av. J.-C., il devient grand pontife, après la mort en exil de son prédécesseur Publius Cornelius Scipio Nasica Serapio.
En 131 av. J.-C., il est consul, bien qu'il soit grand pontife. Il interdit à son collègue au consulat, Lucius Valerius Flaccus, prêtre de Mars, d'aller combattre Aristonicos en Asie, l'accusant de négliger ses fonctions sacrées. Le peuple ordonne à Valerius d’obéir au grand pontife. Mucianus part mener la guerre en Asie. C'est le premier grand pontife à quitter volontairement l'Italie (Scipio Nasica Serapio avait été envoyé hors d'Italie par le Sénat).
En 130 av. J.-C., il perd contre Aristonicos qui s'est rebellé contre Rome, et est tué lors d'une retraite par son ennemi.